# Sansu-dong
Sansu-dong (koreanska: 산수동) är en stadsdel i staden Gwangju i den södra delen av Sydkorea,  270 km söder om huvudstaden Seoul. Den ligger i stadsdistriktet Dong-gu.

## Indelning
Administrativt är Sansu-dong indelat i:
| Namn    | Namn             | Yta km² | Invånare 31 dec 2020 |
| ------- | ---------------- | ------- | -------------------- |
| 산수1동 | Sansu 1(il)-dong | 0,78    | 8 921                |
| 산수2동 | Sansu 2(i)-dong  | 0,83    | 10 442               |